# 長島 (鹿兒島縣)
長島（日语：長島/ながしま）是日本九州天草群島的一個島嶼，南北約15公里，東西約11公里，面積90.79平方公里。與松浦島、伊唐島和獅子島一起構成了長島群島。在當地，它也被稱為長島本島或本島。整個地區屬於鹿兒島縣長島町。